# Iguaçu (Ipatinga)
Iguaçu é um bairro do município brasileiro de Ipatinga, no interior do estado de Minas Gerais. Localiza-se no distrito-sede, estando situado na Regional III. Segundo o censo demográfico de 2022, realizado pelo Instituto Brasileiro de Geografia e Estatística (IBGE), sua população era de 15 657 habitantes e havia 6 215 domicílios particulares permanentes ocupados. Possui área de 2,3 km² conforme a prefeitura.
De acordo com o IBGE, em 2010 a população era de 16 908 habitantes e havia 5 426 domicílios particulares.

## História

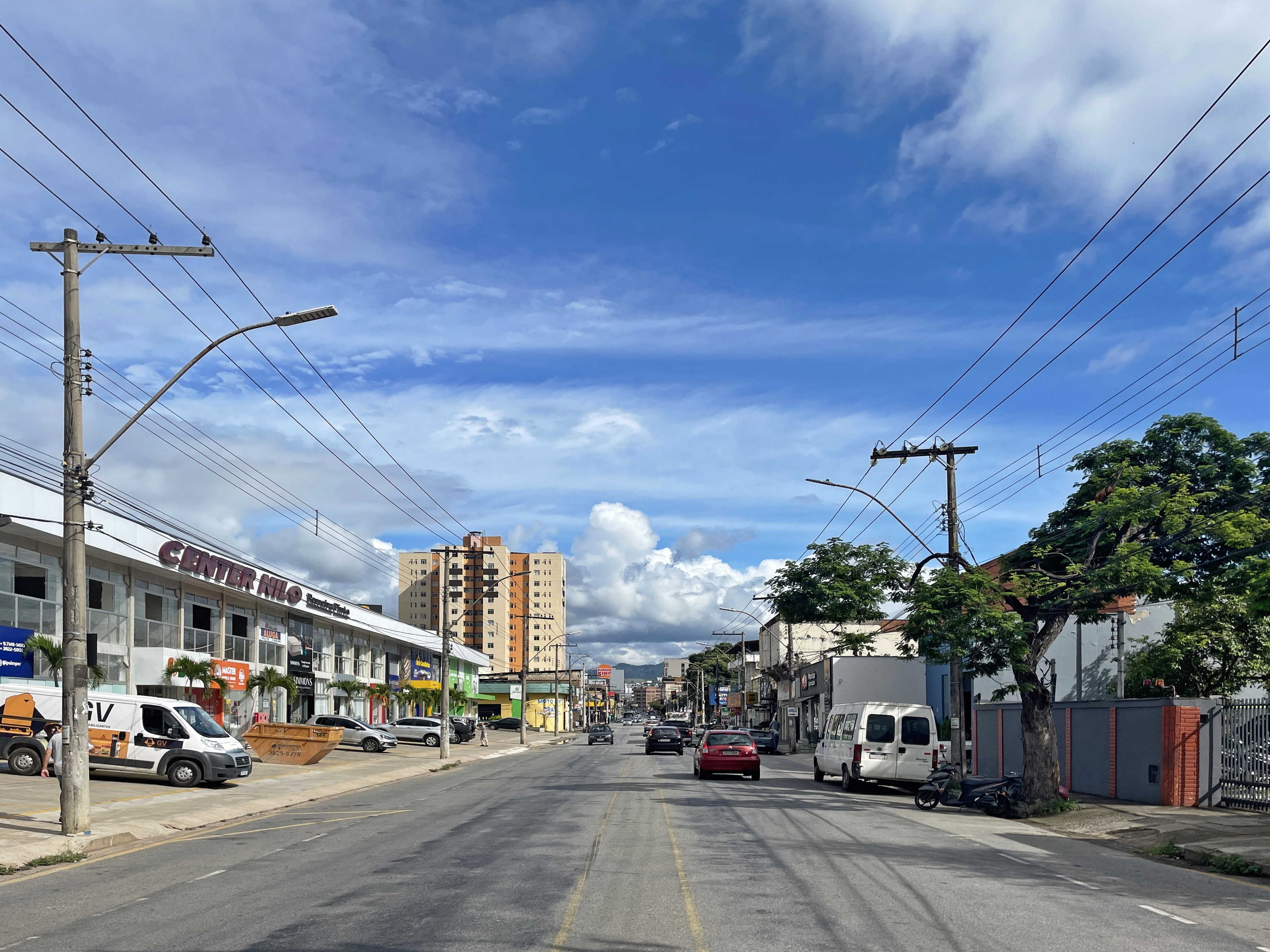
Avenida Brasil no bairro Iguaçu

O bairro Iguaçu se originou do loteamento da antiga Fazenda Prato Raso, pertencente a Jair Gonçalves. Parte das terras foi vendida por Jair, enquanto que alguns lotes foram doados para a construção de escolas, asilos, igrejas e um campo de futebol. A aprovação do loteamento ocorreu em 1962, antes mesmo de Ipatinga se emancipar de Coronel Fabriciano, em 1964. A prefeitura foi a responsável por executar obras de infraestrutura na localidade, como asfaltamento de vias, instalação de redes de esgoto e rede elétrica.
O desenvolvimento urbano da localidade ocorreu sobretudo a partir da região da Avenida Brasil, que se consolidou como uma das principais vias comerciais do bairro e de circulação de Ipatinga. Posteriormente o Iguaçu se tornou um bairro valorizado pelo setor imobiliário, com uma tendência à verticalização sendo observada a partir da década de 1990.
Entre as décadas de 2010 e 2020 houve a multiplicação de empreendimentos residenciais com mais de 20 pavimentos, com a construção dos edifícios Iguaçu Nobre I e II (duas torres de 25 andares) e o Vista Nobre (23 andares). Outro empreendimento de grande porte, lançado em 2024, é o Iguaçu Residence, prédio residencial com 240 apartamentos, juntamente com o Iguaçu Mall, centro comercial situado no mesmo lote.

## Descrição

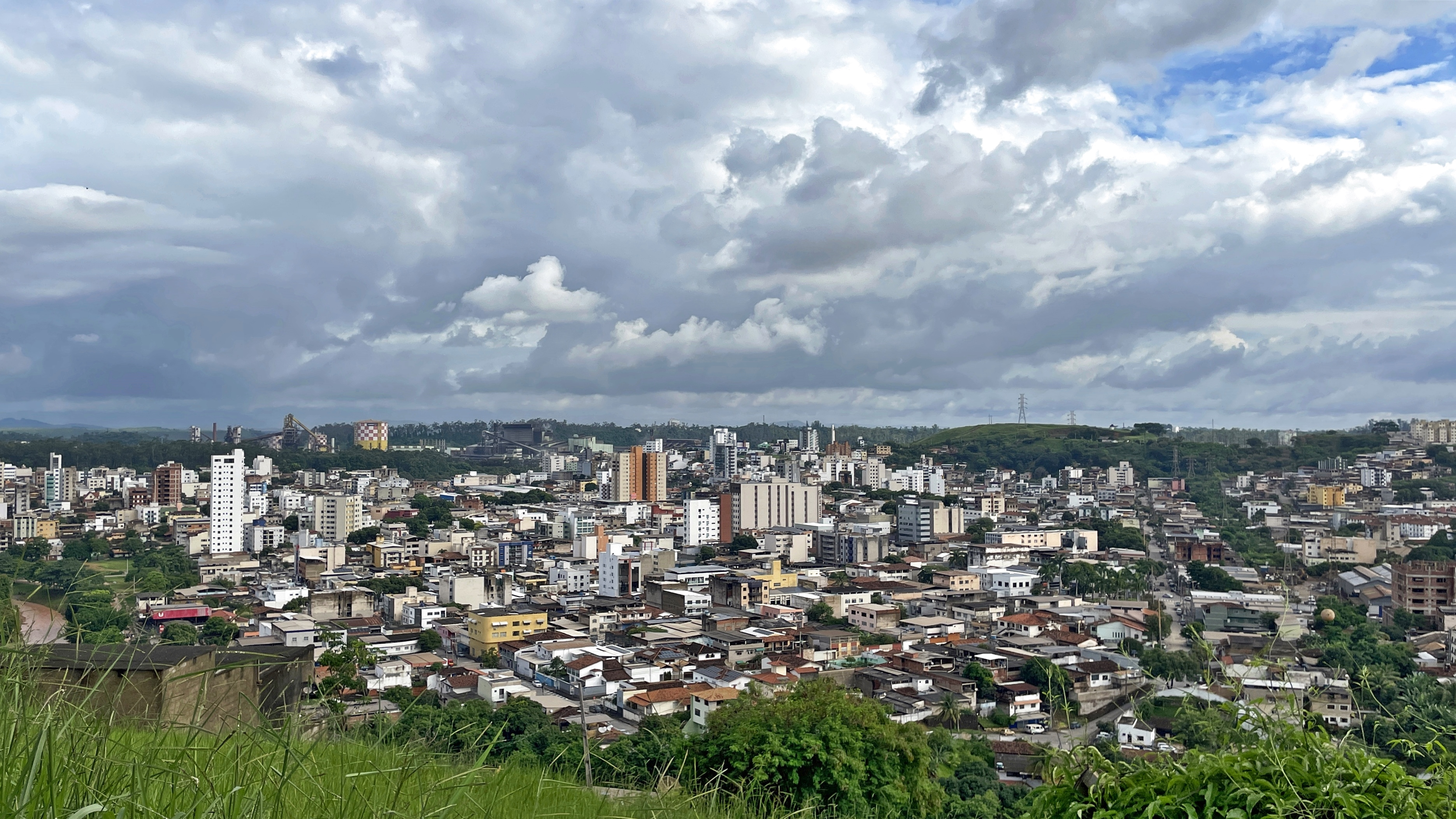
Vista parcial do Iguaçu a partir do Morro do C3 (Jardim Panorama)

Apesar de ser um bairro populoso, o Iguaçu também se estabeleceu como um dos principais polos econômicos da cidade, contando com indústrias e comércio de segmentos variados com influência no município. Na área plana da localidade as vias são largas e compridas, enquanto que nas áreas de morros são mais estreitas. São algumas das principais vias as avenidas Brasil e Guido Marlière e a Rua Quartzo. O bairro é banhado pelo ribeirão Ipanema e possui algumas praças, como a Praça das Tribos, ao lado da Avenida Brasil; a Praça da Avenida Guido Marlière; a Praça da Rua Quartzo; e a Praça Padre Miranda, entre as ruas Timbiras, Turquesa e Jês. Esta possuía um coreto, mas a estrutura precisou ser removida em 2015 por ser usada por usuários de drogas.
O Iguaçu sedia a Paróquia Nossa Senhora Aparecida, que também possui comunidades em bairros próximos e está subordinada à Diocese de Itabira-Fabriciano. Em contraste com a valorização imobiliária do núcleo urbano do bairro, ocupações irregulares surgiram em áreas periféricas da localidade. Segundo o IBGE, o Iguaçu possui pelo menos duas áreas consideradas como favelas e comunidades urbanas, que são o Alto Iguaçu (o Game, com 716 habitantes em 2022) e a Rua Pérola (593 moradores).